# Forum du prochain Einstein
Pour les articles homonymes, voir Nef (homonymie) et Einstein (homonymie).
Le Forum du prochain Einstein ou Next Einstein forum (NEF) est une conférence non-gouvernementale organisée en Afrique depuis 2013 par l'Institut africain des sciences mathématiques (AIMS). Cette plateforme continentale vise à renforcer l'enseignement et la recherche scientifique à travers le continent, à mettre en valeur les meilleurs jeunes scientifiques d'Afrique et à soutenir un développement mené par la science.

## Historique
Organisée depuis 2013 par l'Institut africain des sciences mathématiques (AIMS), la première  édition en date s'est tenue en mars 2016 à Dakar, et la seconde en mars 2018 au Rwanda. Le nom choisi, Forum du prochain Einstein, est une façon de rappeler que le prochain Einstein pourrait venir du continent africain,.

## Objectifs
L'objectif est de rassembler les scientifiques et les chercheurs africains et de décupler les initiatives autour des sciences pour le développement du continent africain. Le forum rassemble plusieurs centaines de scientifiques, de décideurs, de chefs d'entreprise, de leaders de la société civile et d'entrepreneurs, et présente « les contributions de l'Afrique à l'effort scientifique mondial et la façon dont elles influent sur la transformation du continent », dans le cadre de rassemblements mondiaux qui ont lieu tous les deux ans en Afrique. Une des particularités du forum est que la moitié des participants est âgée de moins de 42 ans et que 40 % sont des femmes.

## Enjeux
Thierry Zomahoun (en), à l’origine du NEF et directeur de l'AIMS, déclarait à l'occasion du forum 2016 qu'« Il y a autant d’ingénieurs africains aux États-Unis que dans toute l’Afrique  ».
Noble Banadda (en), de l'université Makerere de Kampala, en Ouganda, constate quant à lui que « les scientifiques africains et les travaux internationaux qu'ils effectuent restent invisibles. Il y a pourtant un changement historique dans tous les autres secteurs. L'Afrique progresse, mais pas en science. », tandis que le pourcentage moyen du  produit intérieur brut dévolu à la recherche sur le continent est de 0,6 % contre 1 à 3,5 % en Europe occidentale et en Amérique du Nord.

## Direction
- Thierry Zomahoun (en), président directeur général de AIMS (président du NEF)
- Youssef Travali (vice-président du NEF)
- Yabebal Fantaye et Amna Abdalla (co-présidents de la Communauté des scientifiques du NEF)

## Trophée

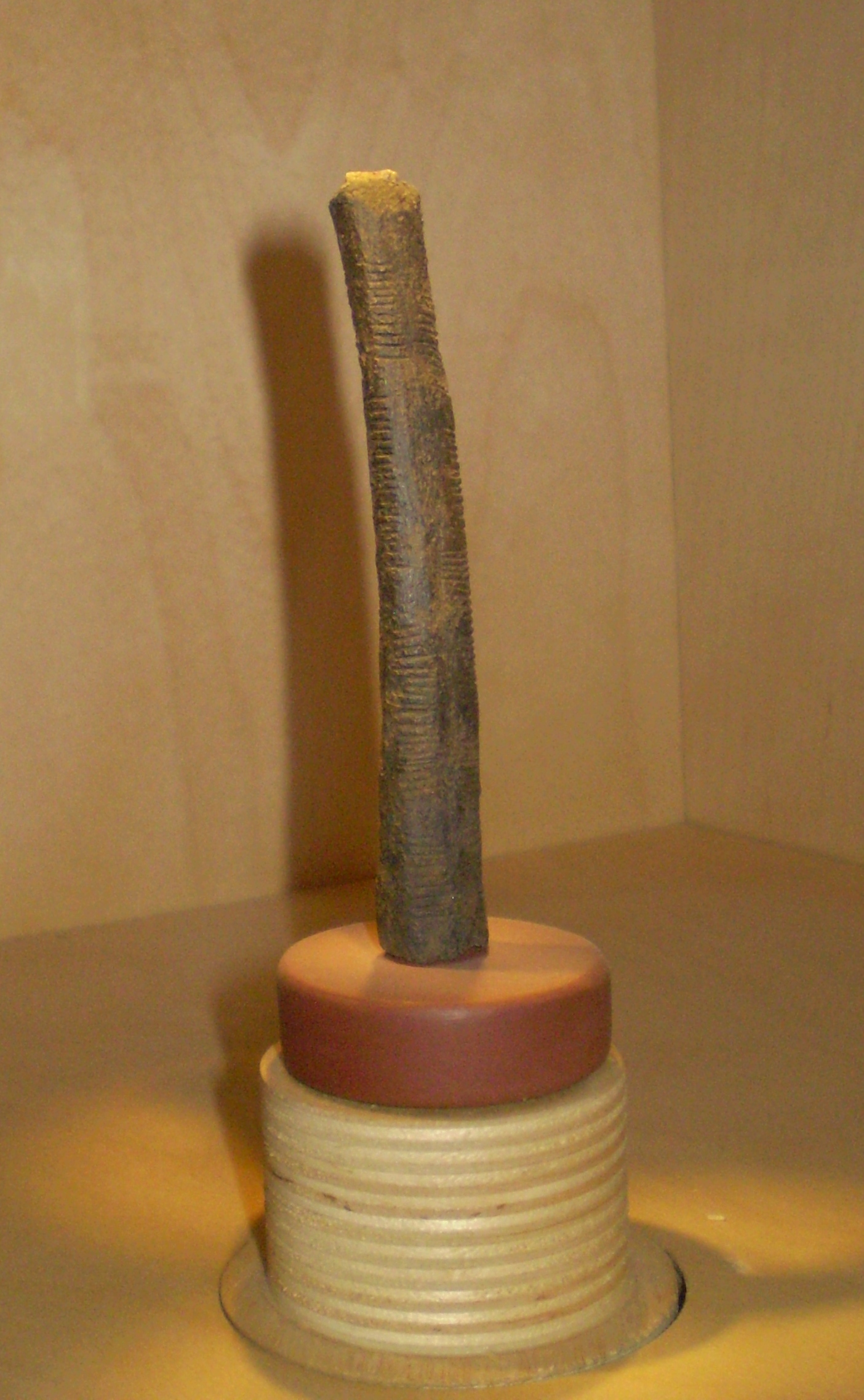
Os d'Ishango

Le trophée remis est une sculpture de métal, consistant en trois tiges un peu étranges, reproduction des os d'Ishango, un des plus vieux outils mathématiques de l'humanité.

## Lauréats
Le NEF vise à identifier et à récompenser, à travers ses lauréats, les scientifiques de haut niveau en Afrique. 54 ambassadeurs dans le domaine des sciences et des technologies sur l’ensemble du continent (un ambassadeur par pays) sont également sélectionnés tous les deux ans,.

### 2020
25 finalistes :
- Sadiq Temitayo (Nigeria),
- Addae Obeng Benjamin (Ghana),
- Moussa Thiam (Mali),
- Philippa Ngaju Makobore (Ouganda),
- Abraham Natukunda (Rwanda),
- Albert Kure (Nigeria),
- Nzambi Matee (Kenya),
- Salma Bouggarani (Maroc)
- Oghenetega Iortim (Nigeria),
- Chijo Bare (Nigeria),
- Ifeanyi Christopher Chukwurah (Nigeria),
- Melissa Bime (Cameroun)
- Joshua Fisher (Afrique du Sud),
- Percy Lemtukei (Kenya),
- Nsereko Mike (Ouganda),
- Menyo Innocent (Ouganda),
- Yankho Kaimila (Malawi),
- Abasifreke James (Nigeria),
- Okey Esse (Nigeria),
- Olubanjo Olugbenga (Nigeria),
- Fela Akinse (Nigeria),
- Abdou Maman (Niger),
- Achiri Arnold (Ghana),
- Adulai Barry (Guinée-Bissau),
- Kolawole Oluwatomisin (Nigeria).

### 2019
Les 25 lauréats, recevant un prix et mis en contact avec des investisseurs, sont :
- Badre Abdselam (Maroc),
- Ademola Adenle (Nigéria),
- Fanelwa Ajayi (Afrique du Sud),
- Daniel Akinyele (Nigéria),
- Zaheer Allam (Ile Maurice),
- Ibrahim Cissé (Niger),
- Menattallah Elserafy (Égypte)
- Obidimma Ezezika (Nigéria),
- Jesse Gitaka (Kenya)
- Alpha Keita (Guinée),
- Agnes Kiragga (Ouganda),
- Eric Lontchi (Cameroun),
- Salome Maswime (Afrique du Sud),
- Blessing Mbabie (Nigéria),
- Ebele Mogo (Nigéria),
- Vidushi Neergheen-Bhujun (Ile Maurice),
- Marian Nkansah (Ghana),
- Eucharia Nwaichi (Nigéria),
- Cecil Ouma (Kenya),
- Dyllon Randall (Afrique du Sud),
- Samson Rwahwire (Ouganda),
- Cheikh Sarr (Sénégal),
- Geoffrey Siwo (Kenya),
- Sara Suliman (Soudan),
- Jessica Thorn (Namibie)

De nouveaux ambassadeurs du NEF ont également été désignés.

### 2018
Les lauréats du forum sont :
- Abdoulaye Banire Diallo (professeur et directeur du labo Bioinformatics à l'Université du Québec à Montréal)
- Jonathan Esole (chercheur en géométrie des cordes, université du Nord-Est à Boston).
- Hamidou Tembine (chercheur en stratégie de la décision à l'Université de New York).
- Yvonne Mburu (chercheuse en immunologie à l'Institut Curie).
- Yves Mugabo (chercheur au Centre hospitalier de Montréal diabète/obésité).
- etc.

### 2017
Ambassadeurs du Forum désignés par pays africain pour deux ans :
- Meriem Benmardi (Algerie)
- Óscar Jaime António (Angola)
- Donald Semevo Elian TCHAOU  (Benin)
- Yame Nkgowe (Botswana)
- Abdrahamane Ouedraogo (Burkina Faso)
- Paterne Gahungu (Burundi)
- Arielle Kitio Tsamo (Cameroun)
- Sara de jesus Santos Baptista (Cap Vert)
- Hulem Emmanuel (Republique Centrafricaine)
- Francis Mbaibo (Chad)
- Anthoumani Moussa (Comoros)
- Raïssa Malu (Congo RDC ))
- Mandingha Kosso Etoka-Beka (Congo Brazzaville)
- Ghislain Dessieh (Côte d’Ivoire)
- Djaltou Aboubaker Osman (Djibouti)
- Basant Motawi (Egypte)
- Mussie Mengistu Habtom (Eritré)
- Binyam Sisay Mendisu (Ethiopie)
- Yannick Ovolo Engonga (Gabon)
- David Jeng (Gambie)
- Peter Asare Nuamah (Ghana)
- Alpha Kabinet Keita (Guinée)
- Adulai Bary (Guinée Bissau)
- Dr. Rose Mumbe Mutiso (Kenya)
- Palesa ‘Mathese Getrude Phooko (Lesotho)
- Michael Sonneyboy Gboneh (Liberia)
- Kusai Fteita (Libye)
- Mireille Harimalala (Madagascar)
- Chikondi Edward Shaba (Malawi)
- Souleymane Sogoba (Mali)
- Abdoulaye Sidiki BA (Mauritanie)
- Lakshana Mohee (Maurice)
- Dr. Lahbib Latrach (Maroc)
- Lars Albino Lemos (Mozambique)
- Aibate Hatago Stuurmann (Namibie)
- Halimatou Hima Moussa Dioula (Niger)
- Dr. Obidimma Ezezika (Nigeria)
- Bobson Rugambwa (Rwanda)
- Paulo Emanuel Batista (São Tomé and Príncipe)
- Khadidiatou Sall (Senegal)
- Jessica D’unienville (Seychelles)
- Salwa Supckie (Sierra Leone)
- Sadiyo Siad (Somalie)
- Keabetswe Tebogo Ncube (Afrique du Sud)
- Louis Miwai Peter (Sud Soudan)
- Mohammed Kamal (Soudan)
- Sifiso Musa Nkambule (Swaziland)
- Dr. Lwidiko Edward Mhamilawa (Tanzanie)
- Dodzi Fabien Aglago (Togo)
- Radhia Bezzine (Tunisie)
- Joanitah N Nalubega (Uganda)
- Stephen Malunga Manchishi (Zambie)
- Ian Nyasha Mutamiri (Zimbabwe)

### 2016
Pour 2015-2016, le forum a sélectionné comme lauréats quinze scientifiques africains.
- Tolullah Oni (Nigeria)
- Moustapha Fall (Sénégal)
- Amanda Weltman (Afrique du Sud)
- Assane Gueye (Sénégal)
- Axel Ngonga (Cameroun)
- Wilfred Ndifon (Cameroun)
- Hallowed Olaoluwa (Nigeria)
- Alta Schutte (Afrique du Sud)
- Evelyn Gitau (Kenya)
- Joseph Ben Geloun (Sénégal)
- Kommy Weldemariam (Ethiopie)
- Noble Banadda (Ouganda)
- Ghada Bassioni (Egypte)
- Sherien Elagroudy (Egypte)
- Mohlopheni Jackson Marakalala (Afrique du Sud)[13]